# Giorgio Pasquali
Giorgio Pasquali (Roma, 29 aprile 1885 – Belluno, 9 luglio 1952) è stato un filologo classico e grammatico italiano.
A volte indicato come il maggior filologo classico italiano del Novecento, fu autore di studi cruciali per la definizione metodologica dei principi di critica del testo, con riguardo particolare ai testi classici.

## Biografia
Figlio di un avvocato, già durante gli anni del liceo cominciò a frequentare, presso l'Università di Roma, le esercitazioni e le lezioni di Nicola Festa, che ne definì in maniera decisiva gli orientamenti di ricerca. Nello stesso ateneo studiò ed ebbe fra i suoi professori Girolamo Vitelli, oltre allo stesso Festa, e infine si laureò in Lettere il 27 giugno 1907, discutendo una tesi su La commedia mitologica e i suoi precedenti nella letteratura greca. Proseguì gli studi a Basilea e a Gottinga tra il 1908 e il 1909.
Diventò poi libero docente a Roma nel 1910, incaricato di Grammatica greca e latina a Messina tra il 1911 e il 1912, poi a Gottinga dal 1912 al 1915, quindi incaricato di Letteratura greca a Firenze dal 1915 al 1920. Nel 1924 fu promosso professore ordinario di Letteratura greca sempre a Firenze, assumendo in seguito la cattedra di Letteratura greca e latina. Nel 1925 fu tra i firmatari del Manifesto degli intellettuali antifascisti, redatto da Benedetto Croce. Nel suo epistolario si definì un gentiliano, ma anche "non fascista" e antifascista. L'avversione verso il regime tuttavia si attenuò nel corso degli anni trenta e sembrò ridursi del tutto negli anni quaranta quando per la prossimità a Gentile fu radiato dall' Accademia dei lincei, quindi cooptato il 2 dicembre 1942 e infine eletto alla Reale Accademia d'Italia; per questo motivo nel gennaio 1946 fu radiato dall'Accademia dei Lincei, dove fu riammesso solo negli ultimi anni di vita. Non vi fu mai una piena adesione al fascismo da parte sua, ma allo stesso tempo egli non parve consapevole della gravità di fenomeni quali appunto fascismo e nazismo.
Negli anni trenta divenne incaricato di Filologia classica presso la Scuola Normale Superiore di Pisa. Il 3 aprile 1936 fu eletto accademico della Crusca.
Morì il 9 luglio 1952 a Belluno, investito mentre camminava sulle strisce pedonali.

## Attività di ricerca
Pasquali fu una sorta di enfant prodige della filologia classica: a ventitré anni già pubblicava, per i prestigiosi tipi lipsiensi di B. G. Teubner, il Commentario al Cratilo di Platone di Proclo, in edizione critica. Fu Nicola Festa a indirizzarne, almeno inizialmente, le ricerche su autori non canonici e della grecità tardoantica (Proclo, appunto; ma anche Gregorio di Nissa ed Eusebio di Cesarea), e a fargli conoscere la filologia "tedesca" portata in Italia da Girolamo Vitelli. E fu sempre Festa a mettergli in mano il libro che gli «rivelò la filologia»: l'edizione dell'Herakles di Euripide curata da Ulrich von Wilamowitz-Moellendorff (Berlino 1889).
Si occupò indistintamente di filologia greca e latina, spaziando dalle ricerche sulla tradizione manoscritta al commento critico-letterario, interessandosi e della letteratura propriamente classica (Orazio, cui dedicò uno dei suoi contributi migliori, Orazio lirico, del 1920; Teofrasto; Callimaco) e, come detto, della letteratura imperiale e tardoantica (Pausania; la Vita Constantini di Eusebio di Cesarea; le epistole di Gregorio Nisseno, che pubblicò in edizione critica; Tertulliano, del cui Apologetico studiò la tradizione manoscritta). Pur essendo stato allievo del primo incaricato italiano di Filologia bizantina, non amò mai quella letteratura: ebbe a definirla "tra le più noiose al mondo", di "mancanza di varietà, cioè d[i] inferiorità, del medioevo bizantino rispetto a quello occidentale" e si chiese persino se questa "civiltà, diciamo pure inferiore" meritasse di essere studiata.
Nella sua vastissima produzione (l'ultimo elenco bibliografico, ma incompleto, è del 1973) si segnalano le edizioni critiche del Commentario al Cratilo di Platone di Proclo (Lipsia 1908), dei Caratteri di Teofrasto (Firenze 1919) e delle Epistole di Gregorio Nisseno (vol. VIII/2 dell'edizione diretta da Werner Jaeger, Leiden 1951); le monografie Orazio lirico e Filologia e storia (Firenze 1920), le Questiones Callimacheae (Göttingen 1920) e soprattutto i saggi raccolti nelle celebri Pagine stravaganti, che spaziano su tutti i campi dell'antichità e toccano anche argomenti di attualità, come l'insegnamento liceale e universitario delle Lettere.

## Il contributo di Pasquali alla filologia del Novecento
La sua opera più celebre e importante ai fini della ridefinizione degli ambiti e degli strumenti della filologia è la fondamentale Storia della tradizione e critica del testo (1934), nata dalla sua recensione alla Textkritik di Paul Maas (1927), in cui egli, in reazione alle critiche di Joseph Bédier al metodo di Lachmann, teorizzò una nuova forma di filologia, che accoglieva i criteri meccanici propri del metodo lachmanniano, salvando tuttavia parte delle osservazioni dello studioso francese che miravano a dare maggiore peso alla storia della trasmissione manoscritta e alle fonti come oggetti individuali e storicamente definiti. 
Ebbe su di lui un'influenza fondamentale l'edizione della Storia ecclesiastica di Eusebio di Cesarea curata da Eduard Schwartz, di cui Pasquali fu allievo a Gottinga. Schwartz si era infatti reso conto che numerose varianti della tradizione manoscritta di quell'opera non potevano essere spiegate come errori, poiché non lo erano: necessitavano dunque di una giustificazione più pertinente. Il filologo tedesco intuì l'esistenza di varianti d'autore all'interno della Storia ecclesiastica, e formulò una serie di principi (desunti anche da altri aspetti della tradizione che gli capitò di osservare) che Pasquali accolse in toto o quasi, come risposta alla rassegnazione maasiana di fronte alla contaminazione.
Spettano a lui alcune formulazioni famose in ambito filologico:
- Recensione aperta: la ricostruzione dello stemma codicum permette, secondo il metodo meccanico lachmanniano, un'adeguata selezione delle lezioni, soltanto se la recensione è chiusa o verticale; se invece ci si trova di fronte a una recensione aperta o orizzontale (come la chiama Pasquali), e cioè se l'intera tradizione non deriva da un unico archetipo, lo stemma codicum risulta inefficace. Allora, afferma sempre Pasquali, è necessario ricorrere a "criteri interni", valutando quale tra le diverse lezioni aderisca maggiormente all'usus scribendi dell'autore o ancora quale sia la lectio difficilior ("la lezione più difficile", e dunque improbabilmente dovuta a qualche copista, che anzi tende a banalizzare le lezioni dell'esemplare che sta copiando).
- Codices recentiores: Pasquali sostiene che non bisogna mai scartare i codici più recenti, perché accade che alcuni codici di opere rare, o non considerate importanti dai copisti medievali (ad esempio il Satyricon di Petronio), siano assai preziosi e conservino un testo molto vicino all'archetipo, di cui non sono state redatte copie intermedie.

## Omaggi
- Il Dipartimento di Scienze dell'Antichità dell'Università di Firenze è intitolato al suo nome.

## Opere
- Procli Diadochi in Platonis Cratylum commentaria, edidit Georgius Pasquali, Lipsiae, in aedibus B. G. Teubneri, 1908.
- Giorgio Pasquali, Filologia e storia, Firenze, Le Monnier, 1920.
- Giorgio Pasquali, Orazio Lirico, Firenze, Le Monnier, 1920.
- Teofrasto, Caratteri, a cura di Giorgio Pasquali, Firenze, Sansoni, 1920.
- Gregorii Nysseni Epistulae, edidit Georgius Pasquali, apud Weidmannos, Berolini, 1925.
- Giorgio Pasquali, Pagine stravaganti di un filologo, Lanciano, Giuseppe Carabba, 1933.
- Giorgio Pasquali, Storia della tradizione e critica del testo, Firenze, Le Monnier, 1934.
- Giorgio Pasquali, Pagine meno stravaganti, Firenze, Sansoni, 1935.
- Giorgio Pasquali, Le lettere di Platone, Firenze, Le Monnier, 1938.
- Giorgio Pasquali, Terze pagine stravaganti, Firenze, Sansoni, 1942.
- Giorgio Pasquali, Stravaganze quarte e supreme, Venezia, Neri Pozza, 1951.
- Giorgio Pasquali, Vecchie e nuove pagine stravaganti di un filologo, Firenze, F. De Silva, 1952.
- Giorgio Pasquali, Lingua nuova e antica. Saggi e note, a cura di Gianfranco Folena, Firenze, Le Monnier, 1964.
- Giorgio Pasquali, Le lettere di Platone, 2ª ed., Firenze, Le Monnier, 1967.
- Teofrasto, Caratteri, a cura di Giorgio Pasquali e Vittorio de Falco, 2ª ed., Milano, Rizzoli, 1979.
- Giorgio Pasquali, Scritti filologici, a cura di Fritz Bornmann, Giovanni Pascucci e Sebastiano Timpanaro, vol. 1-2, Firenze, Olschki, 1986.
- Giorgio Pasquali, Pagine stravaganti, a cura di Carlo Ferdinando Russo, vol. 1-2, Firenze, Le Lettere, 1994.
- Giorgio Pasquali, Le lettere di Platone, 3ª ed. (prima edizione Neri Pozza, le altre due edizioni sono state pubblicati da Le Monnier), Vicenza, Neri Pozza, 2024.